# Пхиып

Пхиып (кор. 피읖) — буква корейского алфавита. Когда она стоит в начале слова и между гласными, пхиып обозначает придыхательный глухой губно-губной взрывной согласный «пх». Перед согласными и в конце слова буква обозначает простой глухой губно-губной взрывной согласный «п».
В качестве нижней согласной (받침) буква записывается под парой согласная-гласная (например, 높다) и произносится как если бы мы попытались произнести «п», но остановили дыхание с ртом, уже готовым для произношения. В транскрипции такой звук обозначают верхним индексом /p/. Звук нижней согласной произносится перед согласной, написанной сверху в следующем слоге за одним исключением — если первой в слоге идет согласная ᄒ, то записанная перед ней нижняя согласная не произносится, а вместо этого сама ᄒ произносится как ㅍ. Наоборот, в случае если ᄒ является нижней, и записывается перед первой в слоге согласной ᄃ, то уже ᄒ не произносится, а ᄃ читается как ㅍ.
Правильные глаголы с корнем, заканчивающимся на ㅍ, образуют пассивную форму добавлением 이 вне зависимости от наличия или отсутствия нижних согласных в конце корня.
Буква ㅍ имеет код U+314D в Юникоде.